# Portella Blanca de Meranges
La Portella Blanca de Meranges és una collada de muntanya, portella, situada a 2.618,9 m alt del límit dels termes comunal de Porta, de la comarca de l'Alta Cerdanya, a la Catalunya del Nord i municipal de Meranges, de la Baixa Cerdanya.
És al límit sud-oest del terme de Porta i al nord-est del de Meranges, a llevant del Pic d'Engorgs, i al nord-oest del Puigpedrós, o de Campcardós. En aquesta portella hi ha la fita fronterera 428 entre els estats espanyol i francès.
La Portella Blanca de Meranges és un indret de pas freqüent de les rutes excursionistes.